# Muzeul memorial Paul Constantinescu

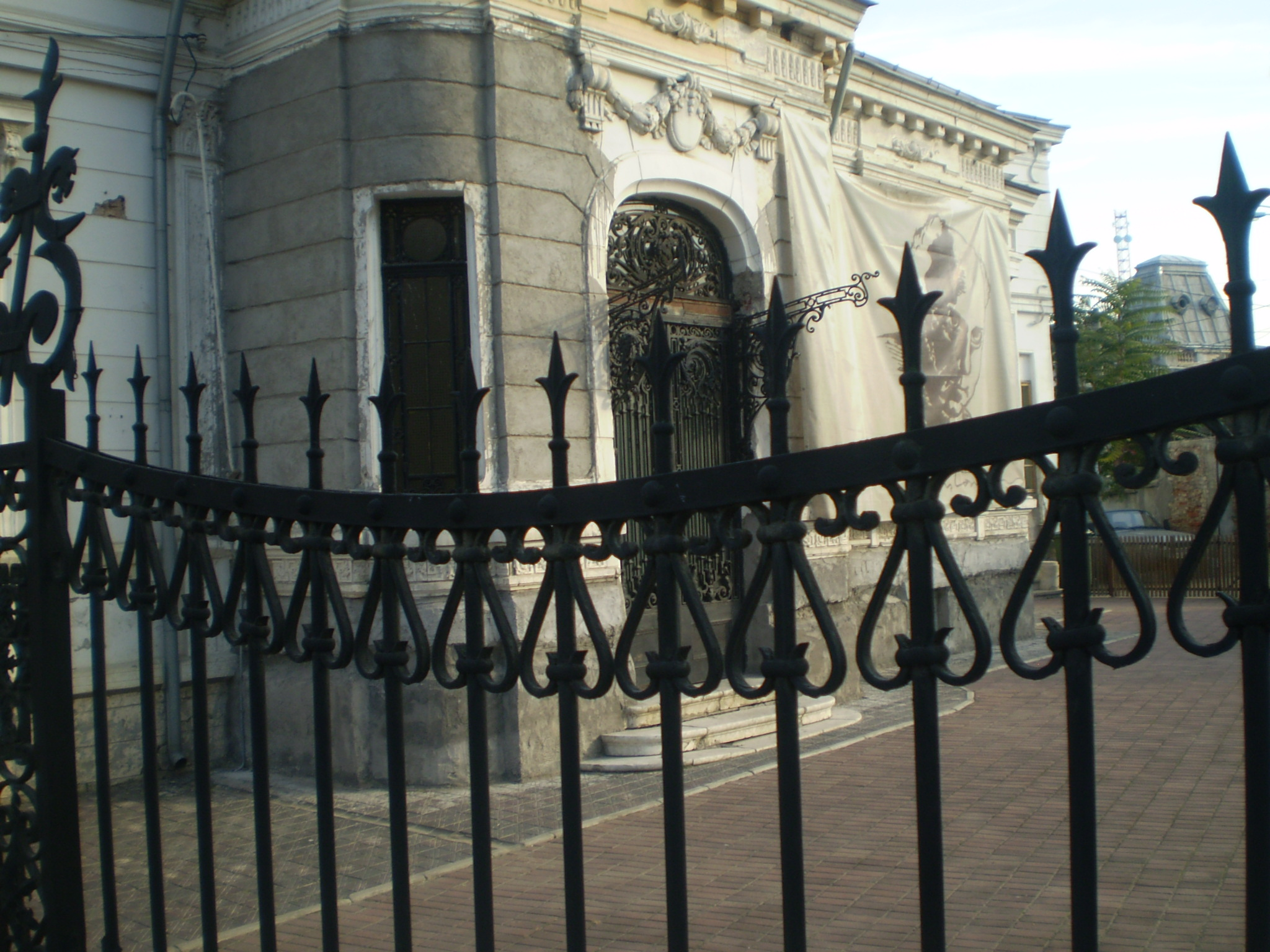
Paul Constantinescu cladirea muzeului

Muzeul Memorial Paul Constantinescu este un muzeu din orașul Ploiești dedicat memoriei marelui compozitor român Paul Constantinescu este o secție a Muzeului Județean de Istorie și Arheologie Prahova. [] 